# Chociule (gromada)
Chociule – dawna gromada, czyli najmniejsza jednostka podziału terytorialnego Polskiej Rzeczypospolitej Ludowej w latach 1954–1972.
Gromady, z gromadzkimi radami narodowymi (GRN) jako organami władzy najniższego stopnia na wsi, funkcjonowały od reformy reorganizującej administrację wiejską przeprowadzonej jesienią 1954 do momentu ich zniesienia z dniem 1 stycznia 1973, tym samym wypierając organizację gminną w latach 1954–1972.
Gromadę Chociule z siedzibą GRN w Chociulach utworzono – jako jedną z 8759 gromad na obszarze Polski – w powiecie świebodzińskim w woj. zielonogórskim na mocy uchwały nr V/25/54 WRN w Zielonej Górze z dnia 5 października 1954. W skład jednostki weszły obszary dotychczasowych gromad Chociule, Radoszyn i Rudgierzowice ze zniesionej gminy Rosin oraz przysiółek Lubogóra z dotychczasowej gromady Borów ze zniesionej gminy Wilkowo w tymże powiecie. Dla gromady ustalono 10 członków gromadzkiej rady narodowej.
31 grudnia 1959 gromadę zniesiono, a jej obszar włączono do gromad: Lubinicko (wieś Chociule bez przysiółka Luba Góra oraz wieś Rudgierzowice z przysiółkiem Osa Góra), Skąpe (wieś Radoszyn) i Ołobok (przysiółek wsi Chociule o nazwie Lubogóra) w tymże powiecie.